# Campionati europei di nuoto in vasca corta 2013
La XXI edizione dei campionati europei di nuoto in vasca corta si è svolta dal 12 al 15 dicembre 2013 a Herning, in Danimarca, nell'impianto del Jyske Bank Boxen.

## Nazioni e partecipanti
Le federazioni aderenti alla LEN che hanno iscritto i propri atleti alla rassegna sono 42; i partecipanti sono in totale 559, di cui 313 uomini e 246 donne.
- Austria
- Azerbaigian
- Belgio
- Bielorussia
- Bosnia ed Erzegovina
- Bulgaria
- Cipro
- Croazia
- Danimarca
- Estonia
- Fær Øer
- Finlandia
- Francia
- Georgia

- Germania
- Gran Bretagna
- Grecia
- Irlanda
- Islanda
- Israele
- Italia
- Lettonia
- Liechtenstein
- Lituania
- Lussemburgo
- Moldavia
- Montenegro
- Norvegia

- Paesi Bassi
- Polonia
- Portogallo
- Rep. Ceca
- Russia
- Serbia
- Slovacchia
- Slovenia
- Spagna
- Svezia
- Svizzera
- Turchia
- Ucraina
- Ungheria

## Medagliere
| Posiz. | Nazione     | Oro | Argento | Bronzo | Totale |
| ------ | ----------- | --- | ------- | ------ | ------ |
| 1      | Russia      | 7   | 5       | 3      | 15     |
| 2      | Ungheria    | 5   | 3       | 2      | 10     |
| 3      | Danimarca   | 4   | 4       | 1      | 9      |
| 4      | Spagna      | 4   | 0       | 0      | 4      |
| 5      | Lituania    | 3   | 0       | 0      | 3      |
| 6      | Svezia      | 2   | 5       | 3      | 10     |
| 7      | Italia      | 2   | 4       | 8      | 14     |
| 8      | Germania    | 2   | 4       | 4      | 10     |
| 9      | Francia     | 2   | 4       | 0      | 6      |
| 10     | Paesi Bassi | 2   | 1       | 3      | 6      |
| 11     | Ucraina     | 2   | 0       | 2      | 4      |
| 12     | Rep. Ceca   | 1   | 3       | 0      | 4      |
| 13     | Polonia     | 1   | 2       | 0      | 3      |
| 14     | Serbia      | 1   | 0       | 1      | 2      |
| 14     | Slovenia    | 1   | 0       | 1      | 2      |
| 16     | Regno Unito | 0   | 4       | 5      | 9      |
| 17     | Fær Øer     | 0   | 1       | 0      | 1      |
| 17     | Israele     | 0   | 1       | 0      | 1      |
| 19     | Bielorussia | 0   | 0       | 4      | 4      |
| 20     | Belgio      | 0   | 0       | 1      | 1      |
| 20     | Irlanda     | 0   | 0       | 1      | 1      |
| 20     | Portogallo  | 0   | 0       | 1      | 1      |
| Totale | Totale      | 40  | 40      | 42     | 122    |

## Podi

### Uomini
| Evento                         | Oro                                                                        | Tempo    | Argento                                                                      | Tempo    | Bronzo                                                                    | Tempo         |
| Stile libero                   |                                                                            |          |                                                                              |          |                                                                           |               |
| 50 m (dettagli)                | Vladimir Morozov                                                           | 20"77    | Marco Orsi                                                                   | 21"00    | Andrij Hovorov                                                            | 21"17         |
| 100 m (dettagli)               | Vladimir Morozov                                                           | 45″96    | Danila Izotov                                                                | 46″41    | Marco Orsi                                                                | 46″49         |
| 200 m (dettagli)               | Danila Izotov                                                              | 1'41"70  | Nikita Lobincev                                                              | 1'42"33  | Dominik Kozma Filippo Magnini                                             | 1'43"34       |
| 400 m (dettagli)               | Nikita Lobincev                                                            | 3'39"47  | Andrea Mitchell D'Arrigo                                                     | 3'40"54  | Velimir Stjepanović                                                       | 3'40"91       |
| 1500 m (dettagli)              | Gergely Gyurta                                                             | 14′30″26 | Pál Joensen                                                                  | 14′35″99 | Gabriele Detti                                                            | 14′36″43      |
| Dorso                          |                                                                            |          |                                                                              |          |                                                                           |               |
| 50 m (dettagli)                | Jérémy Stravius                                                            | 23"19    | Christian Diener                                                             | 23"38    | Pavel Sankovič                                                            | 23"45         |
| 100 m (dettagli)               | Jérémy Stravius                                                            | 49"74    | Camille Lacourt Chris Walker-Hebborn                                         | 50"44    | Non assegnato                                                             | Non assegnato |
| 200 m (dettagli)               | Radosław Kawęcki                                                           | 1'49"42  | Péter Bernek                                                                 | 1'50"43  | Christian Diener                                                          | 1'51"40       |
| Rana                           |                                                                            |          |                                                                              |          |                                                                           |               |
| 50 m (dettagli)                | Damir Dugonjič                                                             | 26"21    | Giacomo Perez-Dortona                                                        | 26"55    | Barry Murphy                                                              | 26"56         |
| 100 m (dettagli)               | Dániel Gyurta                                                              | 57"08    | Marco Koch                                                                   | 57"14    | Damir Dugonjič                                                            | 57"24         |
| 200 m (dettagli)               | Dániel Gyurta                                                              | 2'00"72  | Michael Jamieson                                                             | 2'01"43  | Marco Koch                                                                | 2'01"62       |
| Farfalla                       |                                                                            |          |                                                                              |          |                                                                           |               |
| 50 m (dettagli)                | Andrij Hovorov                                                             | 22"36    | Steffen Deibler                                                              | 22"41    | Jaŭhen Curkin                                                             | 22"45         |
| 100 m (dettagli)               | Evgenij Korotyškin                                                         | 49"68    | Jérémy Stravius                                                              | 50"09    | Steffen Deibler                                                           | 50"23         |
| 200 m (dettagli)               | Velimir Stjepanović                                                        | 1'51"27  | Paweł Korzeniowski                                                           | 1'51"36  | Nikolaj Skvorcov                                                          | 1'51"62       |
| Misti                          |                                                                            |          |                                                                              |          |                                                                           |               |
| 100 m (dettagli)               | Vladimir Morozov                                                           | 51"20    | Sergej Fesikov                                                               | 52"23    | Stefano Mauro Pizzamiglio                                                 | 52"81         |
| 200 m (dettagli)               | Philip Heintz                                                              | 1'53"98  | Simon Sjödin                                                                 | 1'54"28  | Diogo Carvalho                                                            | 1'54"89       |
| 400 m (dettagli)               | Dávid Verrasztó                                                            | 4'03"48  | Gal Nevo                                                                     | 4'03"50  | Federico Turrini                                                          | 4'03"94       |
| Staffette                      |                                                                            |          |                                                                              |          |                                                                           |               |
| 4x50 m stile libero (dettagli) | Russia Vladimir Morozov Sergej Fesikov Evgenij Lagunov Nikita Konovalov    | 1'23"36  | Italia Luca Dotto Federico Bocchia Filippo Magnini Marco Orsi                | 1'23"37  | Belgio Jasper Aerents Pieter Timmers François Heersbrandt Yoris Grandjean | 1'23"86       |
| 4x50 m misti (dettagli)        | Italia Stefano Mauro Pizzamiglio Francesco Di Lecce Piero Codia Marco Orsi | 1'32"87  | Germania Christian Diener Hendrik Feldwehr Steffen Deibler Maximilian Oswald | 1'33"06  | Bielorussia Pavel Sankovič Yury Klemparski Yauhen Tsurkin Artyom Machekin | 1'34"56       |

### Donne
| Evento                         | Oro                                                                         | Tempo   | Argento                                                                | Tempo   | Bronzo                                                                              | Tempo   |
| Stile libero                   |                                                                             |         |                                                                        |         |                                                                                     |         |
| 50 m (dettagli)                | Ranomi Kromowidjojo                                                         | 23"36   | Sarah Sjöström                                                         | 23"79   | Aljaksandra Herasimenja                                                             | 23"83   |
| 100 m (dettagli)               | Ranomi Kromowidjojo                                                         | 51"78   | Sarah Sjöström                                                         | 51"99   | Aljaksandra Herasimenja                                                             | 52"34   |
| 200 m (dettagli)               | Federica Pellegrini                                                         | 1'52"80 | Charlotte Bonnet                                                       | 1'53"26 | Veronika Popova                                                                     | 1'53"62 |
| 400 m (dettagli)               | Mireia Belmonte García                                                      | 3′56″14 | Lotte Friis                                                            | 3′58″35 | Federica Pellegrini                                                                 | 3′58″90 |
| 800 m (dettagli)               | Mireia Belmonte García                                                      | 8'05"18 | Lotte Friis                                                            | 8'08"68 | Sharon van Rouwendaal                                                               | 8'14"24 |
| Dorso                          |                                                                             |         |                                                                        |         |                                                                                     |         |
| 50 m (dettagli)                | Simona Baumrtová                                                            | 26″26   | Aleksandra Urbańczyk                                                   | 26″31   | Michelle Coleman                                                                    | 26″67   |
| 100 m (dettagli)               | Mie Nielsen                                                                 | 55"99   | Simona Baumrtová                                                       | 56"28   | Daryna Zevina                                                                       | 56"94   |
| 200 m (dettagli)               | Daryna Zevina                                                               | 2'02″20 | Simona Baumrtová                                                       | 2'03″06 | Katinka Hosszú                                                                      | 2'03″81 |
| Rana                           |                                                                             |         |                                                                        |         |                                                                                     |         |
| 50 m (dettagli)                | Rūta Meilutytė                                                              | 29"10   | Moniek Nijhuis                                                         | 29"79   | Jennie Johansson                                                                    | 29"80   |
| 100 m (dettagli)               | Rūta Meilutytė                                                              | 1'02"92 | Rikke Møller Pedersen                                                  | 1'04"39 | Jennie Johansson                                                                    | 1'05"13 |
| 200 m (dettagli)               | Rikke Møller Pedersen                                                       | 2'15"21 | Vitalina Simonova                                                      | 2'18"88 | Giulia De Ascentis                                                                  | 2'20"93 |
| Farfalla                       |                                                                             |         |                                                                        |         |                                                                                     |         |
| 50 m (dettagli)                | Sarah Sjöström                                                              | 23"90   | Jeanette Ottesen                                                       | 25"03   | Inge Dekker                                                                         | 25"29   |
| 100 m (dettagli)               | Sarah Sjöström                                                              | 55"78   | Jemma Lowe                                                             | 56"32   | Jeanette Ottesen                                                                    | 56"42   |
| 200 m (dettagli)               | Mireia Belmonte                                                             | 2'01"52 | Franziska Hentke                                                       | 2'03"47 | Jemma Lowe                                                                          | 2'04"51 |
| Misti                          |                                                                             |         |                                                                        |         |                                                                                     |         |
| 100 m (dettagli)               | Rūta Meilutytė                                                              | 57"68   | Katinka Hosszú                                                         | 57"96   | Siobhan-Marie O'Connor                                                              | 58"26   |
| 200 m (dettagli)               | Katinka Hosszú                                                              | 2'04"33 | Siobhan-Marie O'Connor                                                 | 2'06"73 | Sophie Allen                                                                        | 2'06"86 |
| 400 m (dettagli)               | Mireia Belmonte García                                                      | 4'21"23 | Katinka Hosszú                                                         | 4'24"69 | Aimee Willmott                                                                      | 4'25"37 |
| Staffette                      |                                                                             |         |                                                                        |         |                                                                                     |         |
| 4x50 m stile libero (dettagli) | Danimarca Pernille Blume Jeanette Ottesen Kelly Riber Rasmussen Mie Nielsen | 1'37"03 | Svezia Michelle Coleman Sarah Sjöström Louise Hansson Magdalena Kuras  | 1'37"08 | Russia Rozalija Nasretdinova Veronika Popova Elizaveta Bazarova Svetlana Knjaginina | 1'37"13 |
| 4x50 m misti (dettagli)        | Danimarca Mie Nielsen Rikke Møller Pedersen Jeanette Ottesen Pernille Blume | 1'44"81 | Svezia Michelle Coleman Jennie Johansson Sarah Sjöström Louise Hansson | 1'46"08 | Regno Unito Francesca Halsall Sophie Allen Jemma Lowe Siobhan-Marie O'Connor        | 1'46"56 |

### Misto
| Evento                         | Oro                                                                          | Tempo   | Argento                                                             | Tempo   | Bronzo                                                                         | Tempo   |
| Staffette                      |                                                                              |         |                                                                     |         |                                                                                |         |
| 4x50 m stile libero (dettagli) | Russia Sergey Fesikov Vladimir Morozov Rozaliya Nasretdinova Veronika Popova | 1'29"53 | Italia Luca Dotto Marco Orsi Silvia Di Pietro Erika Ferraioli       | 1'30"26 | Paesi Bassi Inge Dekker Joost Reijns Sebastiaan Verschuren Ranomi Kromowidjojo | 1'30"62 |
| 4x50 m misti (dettagli)        | Germania Christian Diener Caroline Ruhnau Steffen Deibler Dorothea Brandt    | 1'39"32 | Rep. Ceca Simona Baumrtová Petr Bartůněk Lucie Svěcená Tomáš Plevko | 1'39"54 | Italia Niccolò Bonacchi Francesco Di Lecce Ilaria Bianchi Erika Ferraioli      | 1'39"68 |